# 한응인 영정 및 재실유물 일괄
한응인 영정 및 재실유물 일괄(韓應寅 影幀 및 齋室遺物 一括)은 대한민국 경기도 안산시 상록구 사사동에 있는 조선 선조 때의 문신인 한응인(1554년 ∼ 1614년) 선생의 초상화 1폭과 초상화를 모셔두었던 사당 안에 남아 있는 9점의 목제 제사도구들이다. 1995년 4월 24일 경기도의 유형문화재 제153호로 지정되었다.

## 개요
조선 선조 때의 문신인 한응인(1554∼1614) 선생의 초상화 1폭과 초상화를 모셔두었던 사당 안에 남아 있는 9점의 목제 제사도구들이다.
한응인은 글씨를 잘 썼으며, 명나라를 오가며 조선과의 화합을 이끌어내었다. 예조판서·우찬성·우의정에 오르고, 네 차례나 공신에 책봉되기도 하였으나, 광해군 5년(1613)에 일어난 계축옥사에 연루되어 관직을 삭탈당하였다.
비단 위에 그린 선생의 초상화는 가로 91.5㎝, 세로 164㎝의 크기이다. 오른쪽을 바라보며 의자에 앉아 있는 전신상으로, 두 손을 소매 안에서 마주잡고 있다. 얼굴은 가는 붓으로 이목구비를 섬세하게 표현하였는데, 눈썹과 수염의 움푹한 곳은 붓질을 계속해 어둡게 하고, 도드라진 부분은 붓질을 적게 하여 밝게 하는 훈염법으로 처리하였다. 머리에는 오사모를 쓰고 정장 관복을 입었으며, 가슴부위에는 파도 위를 나르는 두 마리의 학무늬를 그렸는데 금칠을 하여 매우 화려하게 장식하였다. 가슴에 두른 각대는 1품 이상이 할 수 있는 것으로, 선생이 문관 종1품 때의 모습임을 짐작하게 한다. 16세기 말에서 17세기 초에 유행한 그림형식으로, 전형적인 공신도 형식을 따르고 있다.
9점의 목제 제사도구로는 교의(죽은 이의 위패를 모셔두는 의자처럼 생긴 도구) 2점, 주독(죽은 이의 위패를 넣어두는 궤) 1점, 신주(죽은 이의 위패) 1점, 제상 2점, 향로상 1점, 모자상(제사 지낼 때 신이 내리게 하기 위해 술을 부어두고, 띠 묶음과 모래가 담긴 그릇을 올려두는 상) 2점이 남아 있다. 이들은 17세기 중엽에 제작된 것으로 추정되는데, 당시의 목제도구 연구에 기준이 될만한 소중한 자료들이라 할 수 있다.

## 참고 자료
- 한응인 영정 및 재실유물 일괄 - 국가유산청 국가유산포털